# Apskritis de Telšiai
L'apskritis de Telšiai (en lituanien : Telšių apskritis) est l'un des 10 apskritys de Lituanie. Il est situé à l'ouest du pays. Sa capitale administrative est Telšiai.
L'apskritis de Telšiai est divisé en 4 municipalités :
- municipalité du district de Mažeikiai ;
- municipalité du district de Plungė ;
- municipalité de Rietavas ;
- municipalité du district de Telšiai.